# Сюгаилка
Сюгаилка — река в России, протекает в Можгинском районе Удмуртии. Левый приток реки Сюги. Длина реки — 22 км, площадь водосборного бассейна — 123 км².

## География
Река Сюгаилка берёт начало у деревни Николо-Сюга. Течёт на юго-восток, протекает деревни Малая Пудга и Большая Пудга. Устье реки находится в черте города Можга в 8,7 км по левому берегу реки Сюги.

## Данные водного реестра
По данным государственного водного реестра России относится к Камскому бассейновому округу, водохозяйственный участок реки — Вятка от водомерного поста посёлка городского типа Аркуль до города Вятские Поляны, речной подбассейн реки — Вятка. Речной бассейн реки — Кама.
По данным геоинформационной системы водохозяйственного районирования территории РФ, подготовленной Федеральным агентством водных ресурсов:
- Код водного объекта в государственном водном реестре — 10010300512111100039177
- Код по гидрологической изученности (ГИ) — 111103917
- Код бассейна — 10.01.03.005
- Номер тома по ГИ — 11
- Выпуск по ГИ — 1